# Ian Walker (futbolista)
Ian Michael Walker (Watford, Inglaterra, 31 de octubre de 1971), exfutbolista inglés. Jugaba de portero y su  equipo era el Bolton Wanderers de la Premier League de Inglaterra.
Casado con Ximena Cortes (enero 2023)

## Selección nacional
Ha sido internacional con la Selección de fútbol de Inglaterra, ha jugado 4 partidos internacionales.

## Clubes
| Club              | País       | Año       |
| ----------------- | ---------- | --------- |
| Tottenham Hotspur | Inglaterra | 1989-1990 |
| Oxford United     | Inglaterra | 1990      |
| Tottenham Hotspur | Inglaterra | 1990-2001 |
| Leicester City    | Inglaterra | 2001-2005 |
| Bolton Wanderers  | Inglaterra | 2005-2008 |

- Datos: Q356378